# Frederico Rodrigues Santos
Frederico Rodrigues de Paula Santos (Belo Horizonte, Minas Gerais, 5 de marzo de 1993), más conocido como Fred, es un futbolista brasileño. Juega como centrocampista y su equipo es el Fenerbahçe S. K. de la Superliga de Turquía.

## Trayectoria
Fred ingresó en la cantera del Atlético Mineiro en el año 2003, pasando allí 6 años hasta 2009, cuándo decidió fichar por el S. C. Internacional.

### S. C. Internacional
Fred fichó por el S. C. Internacional a finales de 2009, jugando con el segundo equipo todo el año 2010. En el año 2012 debutó con el primer equipo y se convirtió en un jugador importante jugando 33 partidos y marcando 6 goles. En 2013 jugó 22 partidos y marcó 2 goles.

### F. K. Shajtar Donetsk
El 26 de junio de 2013, el F. K. Shajtar Donetsk abonó 15 millones de euros para hacerse con sus servicios. Debutó con el equipo ucraniano contra el Chornomorets Odessa en la Supercopa de Ucrania y anotó dos goles en la victoria por 3-1.
En julio de 2014, como consecuencia de la guerra civil en el este de Ucrania y del derribo del vuelo 17 de Malaysia Airlines, Fred y otros cinco jugadores del FK Shajtar Donetsk (Alex Teixeira, Douglas Costa, Facundo Ferreyra, Dentinho e Ismaily), decidieron abandonar el Shakhtar tras un partido en Francia, en el que se impuso el Olympique de Lyon por 4-1 y expresaron su deseo de no regresar, quedándose en el país galo. El club emitió un comunicado donde les exigió regresar y que, en caso contrario, «deberán sufrir las consecuencias económicas».

### Manchester United F. C.
El 5 de junio de 2018 el Manchester United oficializó su fichaje. Disputó 213 partidos en los que anotó 14 goles en los cinco años en los que estuvo en el club. Además, en el último de ellos consiguieron ganar la Copa de la Liga.
El 11 de agosto de 2023 la entidad mancuniana anunció que había llegado a un principio de acuerdo con el Fenerbahçe S. K. para su traspaso y que el jugador viajaría al día siguiente a Estambul para pasar el reconocimiento médico y acabar de cerrar su fichaje. El día 13 se completó la transferencia y firmó por cuatro temporadas más una opcional.

## Selección nacional

### Participaciones en Copas del Mundo
| Torneo            | Sede  | Resultado        | Partidos | Goles |
| ----------------- | ----- | ---------------- | -------- | ----- |
| Copa Mundial 2018 | Rusia | Cuartos de final | 0        | 0     |
| Copa Mundial 2022 | Catar | Cuartos de final | 4        | 0     |

### Participaciones en Copas América
| Torneo            | Sede   | Resultado        | Partidos | Goles |
| ----------------- | ------ | ---------------- | -------- | ----- |
| Copa América 2015 | Chile  | Cuartos de final | 2        | 0     |
| Copa América 2021 | Brasil | Subcampeón       | 6        | 0     |

## Estadísticas

### Clubes
Actualizado al último partido disputado el 20 de agosto de 2025.
| Club                               | Div.          | Temporada     | Liga  | Liga  | Estatal | Estatal | Copas nacionales | Copas nacionales | Copas internacionales | Copas internacionales | Total | Total |
| Club                               | Div.          | Temporada     | Part. | Goles | Part.   | Goles   | Part.            | Goles            | Part.                 | Goles                 | Part. | Goles |
| ---------------------------------- | ------------- | ------------- | ----- | ----- | ------- | ------- | ---------------- | ---------------- | --------------------- | --------------------- | ----- | ----- |
| S. C. Internacional · Brasil       | 1.ª           | 2012          | 28    | 6     | 5       | 0       | 0                | 0                | 0                     | 0                     | 33    | 6     |
| S. C. Internacional · Brasil       | 1.ª           | 2013          | 5     | 1     | 15      | 1       | 2                | 0                | -                     | -                     | 22    | 2     |
| S. C. Internacional · Brasil       | Total club    | Total club    | 33    | 7     | 20      | 1       | 2                | 0                | 0                     | 0                     | 55    | 8     |
| F. K. Shajtar Donetsk · Ucrania    | 1.ª           | 2013-14       | 23    | 2     | —       | —       | 4                | 2                | 4                     | 0                     | 31    | 4     |
| F. K. Shajtar Donetsk · Ucrania    | 1.ª           | 2014-15       | 22    | 1     | —       | —       | 6                | 0                | 7                     | 0                     | 35    | 1     |
| F. K. Shajtar Donetsk · Ucrania    | 1.ª           | 2015-16       | 12    | 2     | —       | —       | 1                | 0                | 10                    | 0                     | 23    | 2     |
| F. K. Shajtar Donetsk · Ucrania    | 1.ª           | 2016-17       | 18    | 2     | —       | —       | 1                | 1                | 10                    | 1                     | 29    | 4     |
| F. K. Shajtar Donetsk · Ucrania    | 1.ª           | 2017-18       | 26    | 3     | —       | —       | 3                | 0                | 8                     | 1                     | 37    | 4     |
| F. K. Shajtar Donetsk · Ucrania    | Total club    | Total club    | 101   | 10    | 0       | 0       | 15               | 3                | 39                    | 2                     | 155   | 15    |
| Manchester United F. C. Inglaterra | 1.ª           | 2018-19       | 17    | 1     | —       | —       | 2                | 0                | 6                     | 0                     | 25    | 1     |
| Manchester United F. C. Inglaterra | 1.ª           | 2019-20       | 29    | 0     | —       | —       | 10               | 0                | 9                     | 2                     | 48    | 2     |
| Manchester United F. C. Inglaterra | 1.ª           | 2020-21       | 30    | 1     | —       | —       | 6                | 0                | 12                    | 0                     | 48    | 1     |
| Manchester United F. C. Inglaterra | 1.ª           | 2021-22       | 28    | 4     | —       | —       | 2                | 0                | 6                     | 0                     | 36    | 4     |
| Manchester United F. C. Inglaterra | 1.ª           | 2022-23       | 35    | 2     | —       | —       | 12               | 3                | 9                     | 1                     | 56    | 6     |
| Manchester United F. C. Inglaterra | Total club    | Total club    | 139   | 8     | 0       | 0       | 32               | 3                | 42                    | 3                     | 213   | 14    |
| Fenerbahçe S. K. Turquía           | 1.ª           | 2023-24       | 25    | 3     | —       | —       | 0                | 0                | 10                    | 0                     | 35    | 3     |
| Fenerbahçe S. K. Turquía           | 1.ª           | 2024-25       | 31    | 5     | —       | —       | 2                | 0                | 12                    | 0                     | 45    | 5     |
| Fenerbahçe S. K. Turquía           | 1.ª           | 2025-26       | 1     | 0     | —       | —       | 0                | 0                | 3                     | 1                     | 4     | 1     |
| Fenerbahçe S. K. Turquía           | Total club    | Total club    | 57    | 8     | 0       | 0       | 2                | 0                | 25                    | 1                     | 84    | 9     |
| Total carrera                      | Total carrera | Total carrera | 330   | 33    | 20      | 1       | 51               | 6                | 106                   | 6                     | 507   | 46    |
| 1. 2.                              |               |               |       |       |         |         |                  |                  |                       |                       |       |       |

## Palmarés

### Campeonatos regionales
| Título            | Club                | Estado             | Año  |
| ----------------- | ------------------- | ------------------ | ---- |
| Campeonato Gaúcho | S. C. Internacional | Río Grande del Sur | 2012 |
| Campeonato Gaúcho | S. C. Internacional | Río Grande del Sur | 2013 |

### Campeonatos nacionales
| Título                  | Club                    | País       | Año  |
| ----------------------- | ----------------------- | ---------- | ---- |
| Supercopa de Ucrania    | F. K. Shajtar Donetsk   | Ucrania    | 2013 |
| Liga Premier de Ucrania | F. K. Shajtar Donetsk   | Ucrania    | 2014 |
| Supercopa de Ucrania    | F. K. Shajtar Donetsk   | Ucrania    | 2014 |
| Supercopa de Ucrania    | F. K. Shajtar Donetsk   | Ucrania    | 2015 |
| Copa de Ucrania         | F. K. Shajtar Donetsk   | Ucrania    | 2016 |
| Liga Premier de Ucrania | F. K. Shajtar Donetsk   | Ucrania    | 2017 |
| Copa de Ucrania         | F. K. Shajtar Donetsk   | Ucrania    | 2017 |
| Supercopa de Ucrania    | F. K. Shajtar Donetsk   | Ucrania    | 2017 |
| Copa de Ucrania         | F. K. Shajtar Donetsk   | Ucrania    | 2018 |
| Liga Premier de Ucrania | F. K. Shajtar Donetsk   | Ucrania    | 2018 |
| Copa de la Liga         | Manchester United F. C. | Inglaterra | 2023 |